# Лауреаты Государственной премии Российской Федерации за 2010 год
Лауреаты государственной премии Российской Федерации за 2010 год были названы указами Президента Российской Федерации Д. А. Медведева. Торжественная церемония вручения наград прошла в День России 12 июня 2011 года в Георгиевском зале Большого Кремлёвского дворца

## Лауреаты в области науки и технологий
За открытие новой области стабильности сверхтяжёлых элементов
- Иткис, Михаил Григорьевич, доктор физико-математических наук, профессор, вице-директор Объединённого института ядерных исследований (ОИЯИ);
- Оганесян, Юрий Цолакович, доктор физико-математических наук, академик Российской академии наук, профессор, научный руководитель Лаборатории ядерных реакций им. Г. Н. Флёрова Объединённого института ядерных исследований.

За выдающиеся достижения в развитии отечественного и мирового китаеведения и подготовку фундаментальной академической энциклопедии «Духовная культура Китая»
- Кобзев, Артём Игоревич, доктор философских наук, профессор, главный научный сотрудник Института востоковедения РАН;
- Лукьянов, Анатолий Евгеньевич, доктор философских наук, профессор, руководитель Центра сравнительного изучения цивилизаций Северо-Восточной Азии Института Дальнего Востока РАН;
- Титаренко, Михаил Леонтьевич, академик Российской академии наук, доктор философских наук, профессор, директор Института Дальнего Востока РАН.

За комплекс инновационных разработок и создание высокотехнологичного производства волоконных лазеров и систем волоконно-оптической магистральной и локальной связи
- Гапонцев, Валентин Павлович, кандидат физико-математических наук, заведующий кафедрой МФТИ и Политехнического института Worcester (США), генеральный директор Научно-технического объединения «ИРЭ-Полюс», председатель Совета директоров и управляющий директор Международной научно-технической корпорации «IPG Photonics».

## Лауреаты в области литературы и искусства
За вклад в сохранение и популяризацию культурного наследия, развитие традиций и модернизацию отечественного кинематографического образования
- Малышев, Владимир Сергеевич, ректор федерального государственного образовательного учреждения высшего и послевузовского профессионального образования «Всероссийский государственный университет кинематографии имени С. А. Герасимова».

За выдающийся вклад в сохранение и восстановление уникальных музейных часов и музыкальных механизмов, возрождение традиций российских мастеров
- Гурьев, Михаил Петрович, заведующий Лабораторией научной реставрации часов и музыкальных механизмов Государственного эрмитажа;
- Молотков, Валентин Алексеевич, старший научный сотрудник Лаборатории научной реставрации часов и музыкальных механизмов Государственного эрмитажа;
- Зинатуллин, Олег Загитович, ведущий конструктор Лаборатории научной реставрации часов и музыкальных механизмов Государственного эрмитажа.

За вклад в развитие отечественного театрального и киноискусства
- Миронов, Евгений Витальевич, актер, художественный руководитель федерального государственного учреждения культуры «Государственный театр наций».

## Лауреаты в области гуманитарной деятельности
За выдающиеся достижения в области гуманитарной деятельности
- Хуан Карлос I, король Испании.